# Sammie Johnsin
Sammie Johnsin este un personaj de desene animate creat de Pat Sullivan pentru Pat Sullivan Studios în 1916. El este inspirat din benzile desenate ale lui William Marriner, persoană pentru care a lucrat Pat Sullivan până în 1915. Sammie Johnsin apare în 10 filme animate de scurt-metraj.

## Filmografie
| Nr. | Titlu                                 | Regia        | Data premierei    | Observații |
| --- | ------------------------------------- | ------------ | ----------------- | ---------- |
| 1   | Sammie Johnsin Hunter                 | Pat Sullivan | 27 ianuarie 1916  |            |
| 2   | Sammie Johnsin Strong Man             | Pat Sullivan | 16 martie 1916    |            |
| 3   | Sammie Johnsin Magician               | Pat Sullivan | 29 iunie 1916     |            |
| 4   | Sammie Johnsin Gets a Job             | Pat Sullivan | 13 iulie 1916     |            |
| 5   | Sammie Johnsin in Mexico              | Pat Sullivan | 25 august 1916    |            |
| 6   | Sammie Johnsin Minds the Baby         | Pat Sullivan | 23 octombrie 1916 |            |
| 7   | Sammie Johnsin at the Seaside         | Pat Sullivan | 26 noiembrie 1916 |            |
| 8   | Sammie Johnsin's Love Affair          | Pat Sullivan | 3 decembrie 1916  |            |
| 9   | Sammie Johnsin and His Wonderful Lamp | Pat Sullivan | 17 decembrie 1916 |            |
| 10  | Sammie Johnsin Slumbers Not           | Pat Sullivan | 31 decembrie 1916 |            |